# Vela als Jocs Olímpics d'estiu de 1900 - 0-½ tona
La competició de vela de 0 a ½ tona va ser una de les proves de vela dels Jocs Olímpics de París de 1900. Aquesta fou la categoria més lleugera de totes les disputades en aquestes olimpíades. Es van disputar dues curses, i ambdues han estat reconegudes pel Comitè Olímpic Internacional. La primera de les curses es disputà el 22 de maig de 1900 i la segona el 24 de maig. Hi van participar 12 mariners repartits en 7 vaixells, tots francesos.

## Medallistes
| Cursa | Or                  | Plata                                                            | Bronze                                                 |
| 1     | Baby Pierre Gervais | Quand-Même Jean Charcot · Robert Linzeler · Texier I · Texier II | Sarcelle Henri Monnot · Léon Tellier · Gaston Cailleux |
| 2     | Fantlet Emile Sacré | Quand-Même Jean Charcot · Robert Linzeler · Texier I · Texier II | Baby Pierre Gervais                                    |

## Resultats
Els handicaps s'afegeixen al temps real de cada vaixell per tal de donar un temps ajustat real. Amb tots, aquestes modificacions no afecten cap vaixell de les dues curses.

### Cursa1
El pal de Sacré es trenca durant la cursa.
| Posició | Embarcació  | Mariners                                        | Nació  | Temps      | Handicap | Total      |
| ------- | ----------- | ----------------------------------------------- | ------ | ---------- | -------- | ---------- |
| Or      | Baby        | Pierre Gervais                                  | França | 1h 01' 52" | 4' 24"   | 1h 06' 16" |
| Plata   | Quand-Même  | Jean Charcot Robert Linzeler Texier I Texier II | França | 1h 04' 30" | 4' 24"   | 1h 08' 54" |
| Bronze  | Sarcelle    | Henri Monnot Léon Tellier Gaston Cailleux       | França | 1h 15' 51" | 3' 40"   | 1h 19' 31" |
| 4       | Souriceau   | Maurice Monnot                                  | França | 1h 17' 21" | 3' 40"   | 1h 21' 01" |
| 5       | Plume-Patte | Jacques de Constant                             | França | 1h 18' 45" | 2' 52"   | 1h 21' 37" |
| 6       | Giselle     | Georges Semichon                                | França | 1h 18' 56" | 4' 24"   | 1h 23' 30" |
| -       | Fantlet     | Emile Sacré                                     | França | DNF        | DNF      | DNF        |

DNF: No finalitza la cursa

### Cursa 2
| Posició | Embarcació  | Mariners                                        | Nació  | Temps      | Handicap | Total      |
| ------- | ----------- | ----------------------------------------------- | ------ | ---------- | -------- | ---------- |
| Or      | Fantlet     | Emile Sacré                                     | França | 1h 31' 35" | 4' 24"   | 1h 35' 59" |
| Plata   | Quand-Même  | Jean Charcot Robert Linzeler Texier I Texier II | França | 1h 36' 08" | 4' 24"   | 1h 40' 42" |
| Bronze  | Baby        | Pierre Gervais                                  | França | 1h 44' 20" | 4' 24"   | 1h 48' 44" |
| 4       | Sarcelle    | Henri Monnot Léon Tellier Gaston Cailleux       | França | 2h 04' 12" | 3' 40"   | 2h 07' 52" |
| 5       | Souriceau   | Maurice Monnot                                  | França | 2h 04' 24" | 3' 40"   | 2h 08' 04" |
| 6       | Giselle     | Georges Semichon                                | França | 2h 29' 45" | 4' 24"   | 2h 34' 09" |
| -       | Plume-Patte | Jacques de Constant                             | França | DNF        | DNF      | DNF        |

DNF: No finalitza la cursa